# Белоусов, Анатолий Флорович
Анато́лий Фло́рович Белоу́сов (09.08.1920 — 201.) — главный конструктор Харьковского тракторного завода (1957—1982).
Окончил МВТУ.
С 1944 работал на ХТЗ.
С 1947 г. зам. начальника, затем начальник конструкторского отдела ГСКБ.
В 1957—1982 главный конструктор ХТЗ.
Кандидат технических наук, старший научный сотрудник.
Умер не ранее 2010 года.
Лауреат Государственной премии СССР 1974 года — за создание многоцелевого бронированного транспортёра-тягача МТ-ЛБ и его модификаций.
Награждён орденами Ленина, «Знак Почёта», и медалями.